# NGC 2768

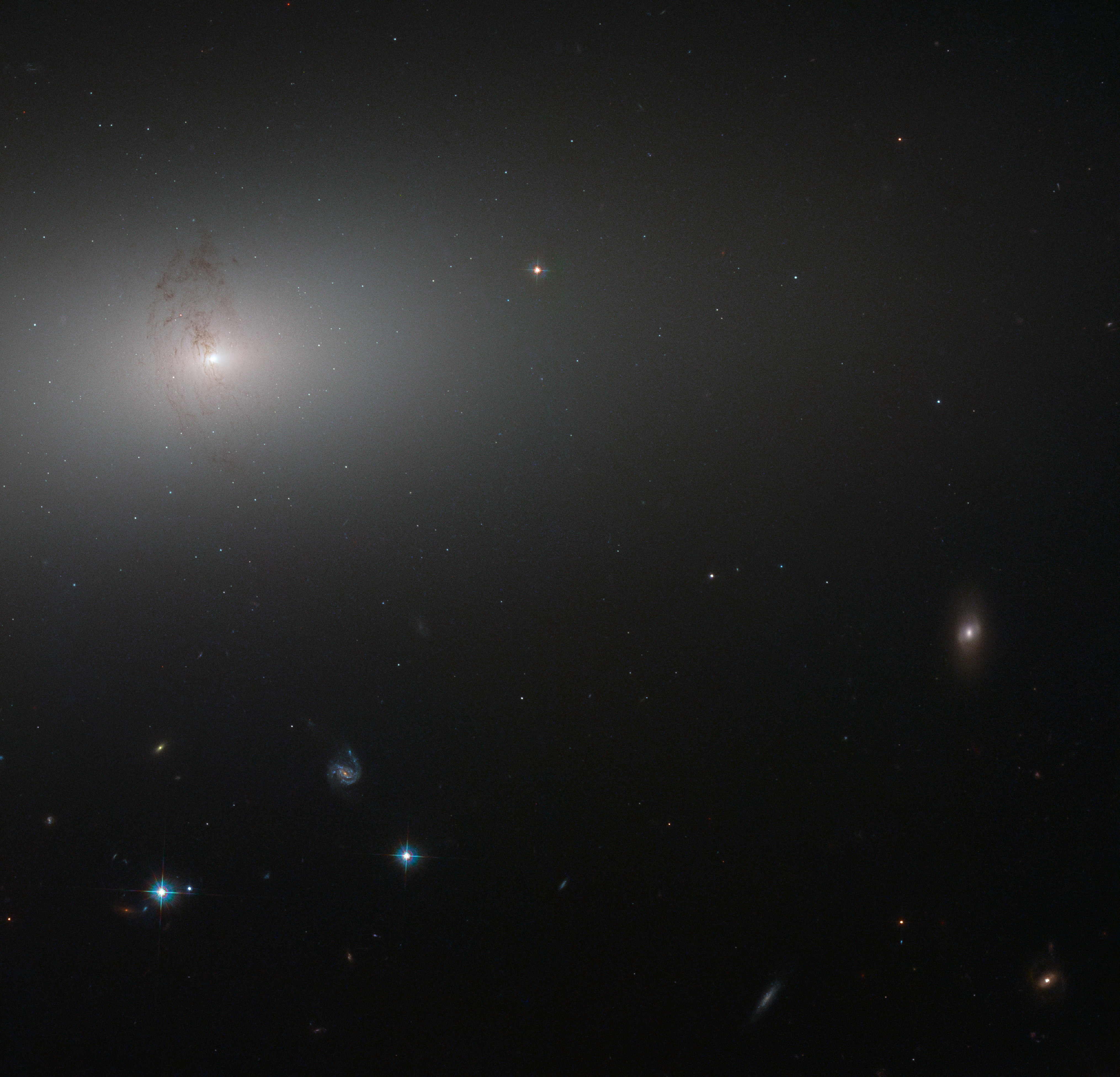
NGC 2768 par le télescope spatial Hubble.

NGC 2768 est une vaste galaxie elliptique située dans la constellation de la Grande Ourse. NGC 2768 a été découverte par l'astronome germano-britannique William Herschel en 1790.

## Caractéristiques
NGC 2768 est une galaxie LINER, c'est-à-dire une galaxie dont le noyau présente un spectre d'émission caractérisé par de larges raies d'atomes faiblement ionisés. De plus c'est une galaxie active de type Seyfert.

### Distance
Sa vitesse par rapport au fond diffus cosmologique est de 1 473 ± 10 km/s, ce qui correspond à une distance de Hubble de 21,7 ± 1,5 Mpc (∼70,8 millions d'al).
À ce jour, 18 mesures non basées sur le décalage vers le rouge (redshift) donnent une distance de 20,461 ± 4,531 Mpc (∼66,7 millions d'al), ce qui est à l'intérieur des valeurs de la distance de Hubble. 

### Morphologie
NGC 2768 a été utilisée par Gérard de Vaucouleurs comme une galaxie de type morphologique SA0− dans son atlas des galaxies,.

## Matière noire
La vitesse des amas globulaires dans le halo de NGC 2768 indique une fraction de son contenu en matière noire de (77 ± 7) % de sa masse à l'intérieur de cinq rayons effectifs.

## Supernova
La supernova SN 2000ds a été découverte le 10 octobre 2000 dans NGC 2768 par l'astronome amateur américain Tim Puckett (en) et G. Dowdle à l'observatoire Puckett (en). Cette supernova était de type Ib.

## Bandes de poussière et supernova au mauvais endroit

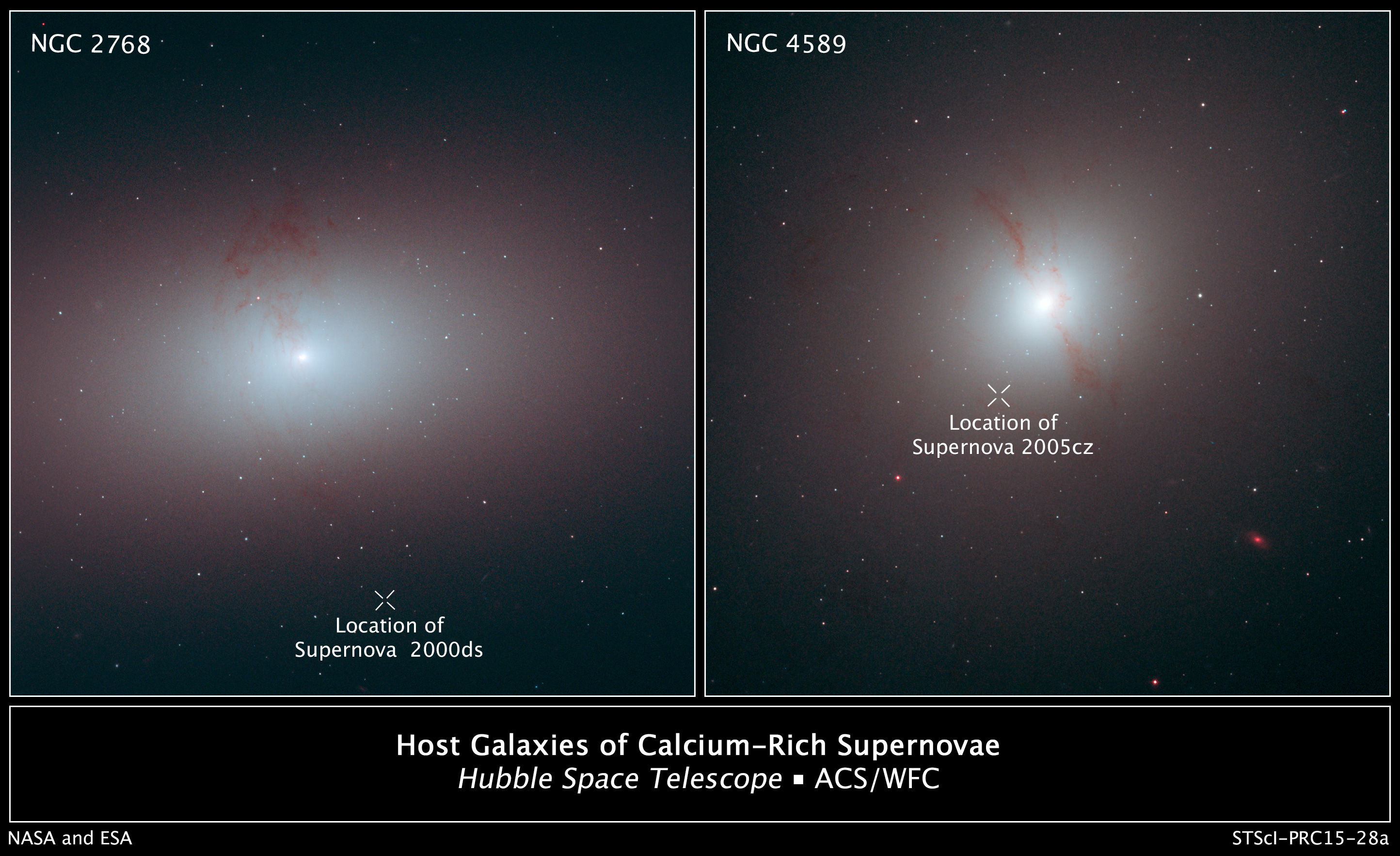
Deux galaxies elliptiques présentant des lignes de poussière et une supernova loin d'elle.

Deux images du télescope spatial Hubble montrent des galaxies elliptiques avec des bandes de poussières sombres qui sont la signature d'une fusion galactique récente. Le « X » sur chaque image indique l'emplacement d'une supernova associée à ces galaxies. Mais voilà, ces deux supernovas ne se sont pas produites dans ces galaxies. SN 2000ds est à au moins 12 000 années-lumière de NGC 2768 et SN 2005cz à 7 000 années-lumière de NGC 4589. Ces deux supernovas font partie d'un relevé de 13 supernovas qui ont explosé en dehors de leur galaxie. De plus, selon les données obtenues de ces supernovas, elles proviennent d'étoiles jeunes qui ont explosé trop tôt selon les modèles théoriques.
Ryan Foley a envisagé un scénario pouvant expliquer ce double mystère, soit l'explosion d'étoiles trop jeunes en dehors de leur galaxie. Il a d'abord étudié les données des observatoires Lick et K. M. Keck ainsi que celles du télescope Subaru pour déterminer à quelle vitesse les 13 étoiles se déplaçaient. Il a découvert que ces étoiles filaient à peu près à la même vitesse que les étoiles de la Voie lactée éjectées par le trou noir supermassif qui se trouve en son centre, soit à plus de 7 millions de kilomètres à l'heure. Se rendant compte que ces étoiles faisaient partie de galaxies elliptiques qui fusionnaient ou qui avaient fusionné récemment, Foley a proposé un scénario en six étapes.   
- Une paire de trous noirs s'approchent l'un de l'autre lors de la fusion de deux galaxies entraînant avec eux jusqu'à un million d'étoiles.
- Une paire d'étoiles s'aventurent trop près des trous noirs.
- La gravité commune des trous noirs catapulte la paire d'étoile hors de la galaxie.
- Après l’expulsion, l'énergie potentielle gravitationnelle des étoiles de la paire diminue et elles se rapprochent l'une de l'autre.
- Les étoiles sont suffisamment près et l'une d'elles est déchiquetée par la force de marée.
- La matière de cette étoile se déverse sur l'autre et une supernova se produit.

## Groupe de NGC 2768
NGC 2768 est la plus grosse et la plus brillante d'un groupe de galaxies qui porte son nom. Les autres galaxies du groupe de NGC 2768 sont NGC 2654, NGC 2726, NGC 2742 et UGC 4549. Trois de ces galaxies (NGC 2654, NGC 2742 et NGC 2768) sont également indiquées comme faisant partie de ce groupe par Richard Powell.